# مذبحة أورورا 2012
المذبحة أورورا حدثت في الساعة الأولى من 20 يوليو، 2012 في إحدى دور السينما في مدينة أورورا في ولاية كولورادو أثناء العرض الافتتاحي لفيلم الرجل الوطواط الجديد «نهوض فارس الظلام» ("The Dark Knight Rises") الذي انطلق في منتصف الليل يوم الجمعة. قتل خلال المذبحة 12 شخصا وجرح 70 آخرين. المشتبه به الوحيد هو جيمس هولمز وتم أعتقاله خارج الصالة بعد عدة دقائق من الحادثة.

## الحادث
في 12:39 منتصف الليل في يوم الجمعة ال20 من شهر يوليو 2012 دخل الجاني جيمس هولمز (الذي ولد في 13 ديسمبر 1987) صالة السينما حيث أطلق قنابل مسيلة للدموع وفتح النار على متفرجي الفيلم بشكل عشوائي. قبضت الشرطة على هولمز أثناء تواجده في مواقف السيارات خارج السينما وأخبرهم بأنه «الجوكر» في إشارة إلى الشخصية الشريرة من سلسلة أفلام الرجل الوطواط. كما عثر رجال الشرطة على الأسلحة التي كانت معه بالإضافة إلى الملابس الواقية كان يرتديها القاتل.

## الجاني
ولد جايمز إيغان هولمز (James Eagen Holmes) في 13 ديسمبر 1987 بالقرب من مدينة سان دييغو في ولاية كاليفورنيا حيث لعب كرة القدم أثناء المرحلتين المتوسطة والثانوية واشترك في فريق اختراق الضاحية في المرحلة الثانوية وتخرج في عام 2006. ثم التحق بفرع ريفرسايد من جامعة كاليفورنيا لدراسة العلوم العصبية حيث حصل على منح دراسية على أساس الجدارة الأكاديمية وتخرج من برنامج البكالوريوس بتفوق في هذا المجال في عام 2010. بعد أن وجد صعوبة في بحثه عن عمل، قرر هولمز أن يستمر دراسته في برنامج الدكتوراه المتخصص بالعلوم العصبية في جامعة كولورادو فبدأ دروس في الحرم الواقع في أورورا في يونيو 2011 لأسباب مجهولة، هولمز ترك البرنامج طوعا في يونيو 2012. أثناء الأشهر التالية، بدأ هولمز يجمع أسلحة على ما يبدو تمهيدا للهجوم فكان قد اشترى الجاني خلال الأشهر الماضية أربع اسلحة على الأقل من محلات محلية وذخيرة لها عن طريق الإنترنت.

### شقة مفخخة
قبل تنفيذ جريمة اطلاق النار، هولمز كان قد وضع متفجرات مختلفة ومواد كيميائية من أجل أن تنفجر عندما يفتح باب الشقة في إطار التحقيقات. بالرغم من هذا الاستعداد ولسبب لم يوضح حتى الآن، هولمز أخبر رجال الشرطة عن وجود المتفجرات عندما اعتقلواه في موقف السيارات خارج السينما.

## المحاكمة
ظهر هولمز في أول ظهور علني له منذ الحادثة في قاعة محكمة يوم 23 يوليو 2012، وسط تقارير تشير إلى أنه قد يصدر بحقه حكم الإعدام. تم تأجيل محاكمته إلى 24 فبراير، 2014.